# Richters Gård

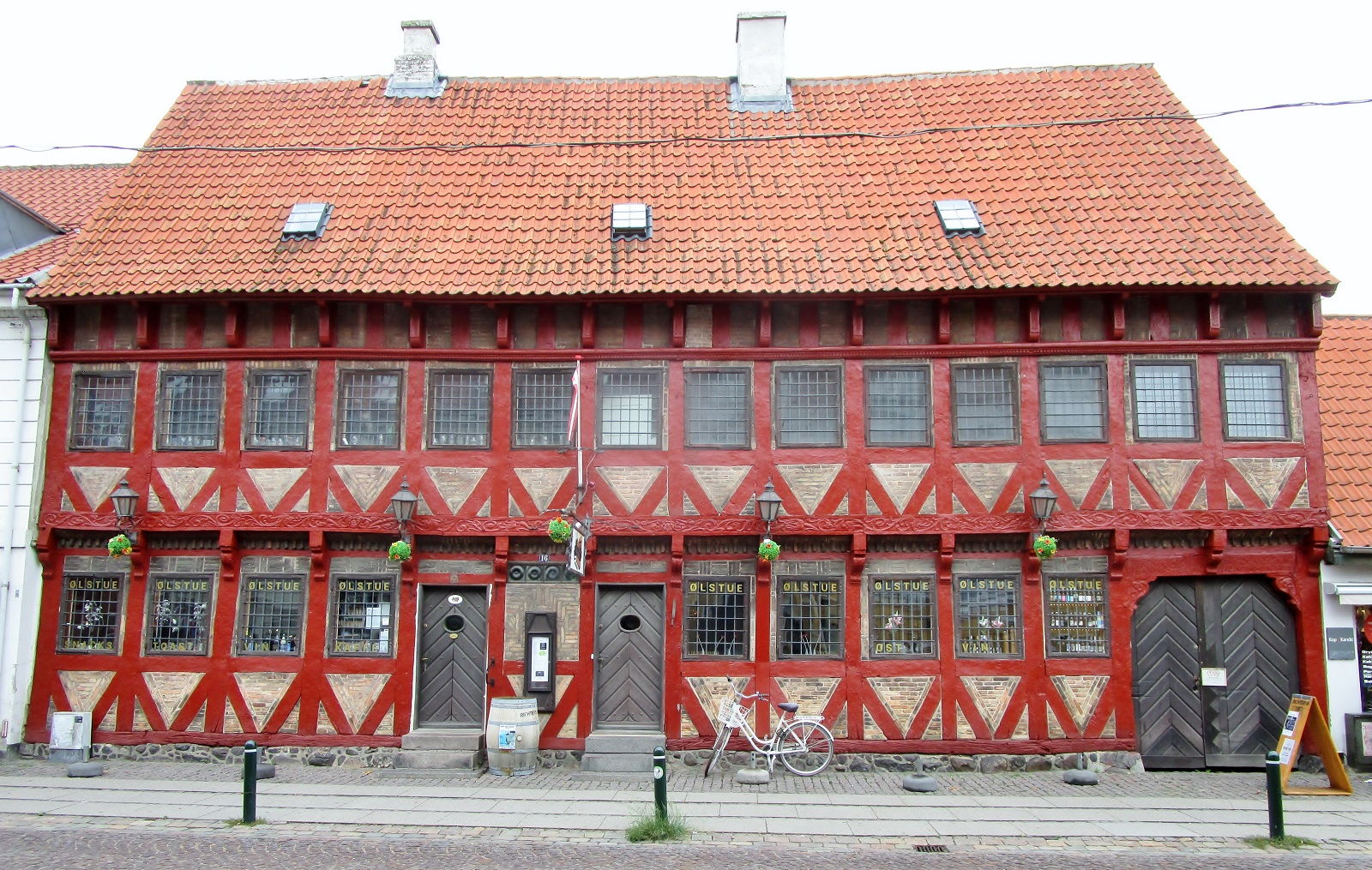
Richters Gård

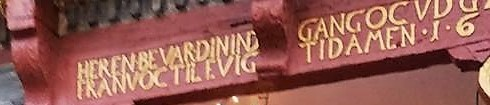
Inschrift

Richters Gård (deutsch: Richters Hof) ist ein denkmalgeschütztes Fachwerkhaus in der Straße Vestergade in Køge auf Seeland, Dänemark. Das Gebäude wurde 1644 vom Kaufmann Svend Poulsen erbaut und ersetzte dort drei kleine Häuser von Cort Richter, nach dem das Anwesen benannt ist. Alle drei sind beim großen Stadtbrand von 1633 zerstört worden.
Das Langhaus befindet sich in einer niedrigen, nach Süden ausgerichteten Häuserzeile in der Nähe des Marktplatzes und damit mitten in der mittelalterlichen Stadt. Im Langhaus sind zwei Fachwerkhäuser miteinander verbunden. Es beeindruckt durch eine Reihe von 14 nebeneinander angeordneten Fenstern und schweres, rot gestrichenes Eichenfachwerk mit doppelten Schrägstreben in der Brüstung. Im niedrigen Sockel wurden Feldsteine verbaut.
Das Gebäude ist ein herausragendes Beispiel für die vielen gut erhaltenen bürgerlichen Fachwerkhäuser in Køge, das laut Denkmalbeschreibung in die Übergangszeit von der Renaissance zum Barock einzuordnen ist. Die große und reiche Fassade des Hauses enthält eine Vielzahl gut erhaltener und künstlerisch geschnitzter Ornamente. Über dem Türsturz befindet sich die zeittypische Inschrift: „HERREN BEVAR DIN INGGANG OC VDGANG FRA NW OC TIL EVIG TID AMEN 1644“. Übersetzung: „DER HERR BESCHÜTZE DEINEN EIN- UND AUSGANG VON JETZT BIS IN EWIGE ZEIT AMEN 1644“. 
Das Anwesen wurde 1918 in Zusammenarbeit mit dem Nationalmuseum renoviert. Im Laufe der Zeit beherbergte das Anwesen unter anderem einen Kunsthandwerksladen, eine Kutscherwerkstatt, eine Versicherungsgesellschaft, ein Reisebüro, eine Kunstgewerbestätte. Seit 2017 beherbergt das Gebäude Richters Ølstue (deutsch: Richters Bierstube).